# 676
676 (DCLXXVI) fue un año bisiesto comenzado en martes del calendario juliano, en vigor en aquella fecha.

## Acontecimientos
- Dono sucede a Adeodato II como papa.

## Nacimientos
- Toneri, príncipe japonés.

## Fallecimientos
- 17 de junio: Adeodato II, papa.